# Promień walencyjny
Promień walencyjny atomów, zwany też czasami promieniem kowalencyjnym – średnia odległość najdalej położonych od jądra atomu elektronów występująca w pojedynczych wiązaniach chemicznych tworzonych przez te atomy. Można też powiedzieć, że promień walencyjny jest równy połowie średniej długości pojedynczych wiązań chemicznych jakie zwykle tworzy dany atom.
Atomy tworzą między sobą wiązania chemiczne o różnej długości w zależności od ogólnej konfiguracji cząsteczki i narzuconych przez jej geometrię kątów tych wiązań. Stwierdzono jednak, że poza pewnymi skrajnymi przypadkami, długość wiązań między dwoma dowolnymi atomami A i B (wiązanie A–B) jest równa średniej z długości wiązań A–A i B–B z dokładnością do ±0,03 Å.
Znając więc promienie walencyjne dwóch atomów można dość łatwo oszacować długość wiązania pojedynczego tych atomów i takie jest też główne zastosowanie praktyczne tej wielkości. Metoda ta zawodzi jednak zupełnie w przypadku wiązań wielokrotnych oraz gdy na jednym (lub na obu) atomach występuje całkowity ładunek elektryczny.
W przypadku wiązań jonowych lepszą metodą szacowania ich długości jest znajomość promieni jonowych tworzących je atomów.
Promienie walencyjne atomów są o ok. 25-50% mniejsze od promieni van der Waalsa tych samych atomów, które są równe promieniowi chmury elektronowej atomów w stanie wolnym. Wynika to z faktu, że w wiązaniach chmury elektronowe tworzących je atomów częściowo się nakładają.
Porównanie promieni walencyjnych i van der Waalsa dla kilku wybranych atomów (Å):
| Atom | Promień walencyjny | Promień van der Waalsa |
| N    | 0,7                | 1,5                    |
| P    | 1,1                | 1,9                    |
| S    | 1,04               | 1,85                   |
| I    | 1,33               | 2,15                   |

Zobacz też: Promień atomowy, wiązanie chemiczne

## Tabela promieni kowalencyjnych
Suma dwóch promieni daje długość wiązania, czyli. R(AB) = r(A) + r(B).

| Grupa →      | 1               | 2                 | 3                 | 4                  | 5 | 6 | 7 | 8 | 9 | 10 | 11                 | 12                 | 13                | 14                | 15                | 16                | 17                | 18                |  |  |
|              | IA              | IIA               | IIIB              | IVB                | VB | VIB | VIIB | VIIIB | VIIIB | VIIIB | IB                 | IIB                | IIIA              | IVA               | VA                | VIA               | VIIA              | VIIIA             |  |  |
| ↓ Okres      |                 |                   |                   |                    | | | | | | |                    |                    |                   |                   |                   |                   |                   |                   |  |  |
| 1            | 1 H 32 -        |                   |                   |                    | Liczba atomowa Pierwiastek chemiczny r1 (pm) (wiązaniem pojedynczym) r2 (pm) (wiązaniem podwójnym) r3 (pm) (wiązaniem potrójnym) | Liczba atomowa Pierwiastek chemiczny r1 (pm) (wiązaniem pojedynczym) r2 (pm) (wiązaniem podwójnym) r3 (pm) (wiązaniem potrójnym) | Liczba atomowa Pierwiastek chemiczny r1 (pm) (wiązaniem pojedynczym) r2 (pm) (wiązaniem podwójnym) r3 (pm) (wiązaniem potrójnym) | Liczba atomowa Pierwiastek chemiczny r1 (pm) (wiązaniem pojedynczym) r2 (pm) (wiązaniem podwójnym) r3 (pm) (wiązaniem potrójnym) | Liczba atomowa Pierwiastek chemiczny r1 (pm) (wiązaniem pojedynczym) r2 (pm) (wiązaniem podwójnym) r3 (pm) (wiązaniem potrójnym) | Liczba atomowa Pierwiastek chemiczny r1 (pm) (wiązaniem pojedynczym) r2 (pm) (wiązaniem podwójnym) r3 (pm) (wiązaniem potrójnym) |                    |                    |                   |                   |                   |                   |                   | 2 He 46 -         |  |  |
| 2            | 3 Li 133 124 -  | 4 Be 102 90 85    |                   |                    | | | | | | |                    |                    | 5 B 85 78 73      | 6 C 75 67 60      | 7 N 71 60 54      | 8 O 63 57 53      | 9 F 64 59 53      | 10 Ne 67 96 -     |  |  |
| 3            | 11 Na 155 160 - | 12 Mg 139 132 127 |                   |                    | | | | | | |                    |                    | 13 Al 126 113 111 | 14 Si 116 107 102 | 15 P 111 102 94   | 16 S 103 94 95    | 17 Cl 99 95 93    | 18 Ar 96 107 96   |  |  |
| 4            | 19 K 196 193 -  | 20 Ca 171 147 133 | 21 Sc 148 116 114 | 22 Ti 136 117 108  | 23 V 134 112 106 | 24 Cr 122 111 103 | 25 Mn 119 105 103 | 26 Fe 116 109 102 | 27 Co 111 103 96 | 28 Ni 110 101 | 29 Cu 112 115 120  | 30 Zn 118 120 -    | 31 Ga 124 117 121 | 32 Ge 124 117 121 | 33 As 121 114 106 | 34 Se 116 107     | 35 Br 114 109 110 | 36 Kr 117 121 108 |  |  |
| 5            | 37 Rb 210 202 - | 38 Sr 185 157 139 | 39 Y 163 130 124  | 40 Zr 154 127 121  | 41 Nb 147 125 116 | 42 Mo 138 121 113 | 43 Tc 128 120 110 | 44 Ru 125 114 103 | 45 Rh 125 110 106 | 46 Pd 120 117 112 | 47 Ag 128 139 137  | 48 Cd 136 144 -    | 49 In 142 136 146 | 50 Sn 140 130 132 | 51 Sb 140 133 127 | 52 Te 136 128 121 | 53 I 133 129 125  | 54 Xe 131 135 122 |  |  |
| 6            | 55 Cs 232 209 - | 56 Ba 196 161 149 | *                 | 72 Hf 152 128 121  | 73 Ta 146 126 119 | 74 W 137 120 115 | 75 Re 131 119 110 | 76 Os 129 116 109 | 77 Ir 122 115 107 | 78 Pt 123 112 110 | 79 Au 124 121 123  | 80 Hg 133 142 -    | 81 Tl 144 142 150 | 82 Pb 144 135 137 | 83 Bi 151 141 135 | 84 Po 145 135 129 | 85 At 147 138     | 86 Rn 142 145 133 |  |  |
| 7            | 87 Fr 223 218 - | 88 Ra 201 173 159 | **                | 104 Rf 157 140 131 | 105 Db 149 136 126 | 106 Sg 143 128 121 | 107 Bh 141 128 119 | 108 Hs 134 125 118 | 109 Mt 129 125 113 | 110 Ds 128 116 112 | 111 Rg 121 116 118 | 112 Cn 122 137 130 | 113 Nh 136 -      | 114 Fl 143 -      | 115 Mc 162 -      | 116 Lv 175 -      | 117 Ts 165 -      | 118 Og 157 -      |  |  |
|              |                 |                   |                   |                    | | | | | | |                    |                    |                   |                   |                   |                   |                   |                   |  |  |
| * Lantanowce | * Lantanowce    | * Lantanowce      | * Lantanowce      | 57 La 180 139      | 58 Ce 163 137 131 | 59 Pr 176 138 128 | 60 Nd 174 137 | 61 Pm 173 135 | 62 Sm 172 134 | 63 Eu 168 134 | 64 Gd 169 135 132  | 65 Tb 168 135      | 66 Dy 167 133     | 67 Ho 166 133     | 68 Er 165 133     | 69 Tm 164 131     | 70 Yb 170 129     | 71 Lu 162 131     |  |  |
| ** Aktynowce | ** Aktynowce    | ** Aktynowce      | ** Aktynowce      | 89 Ac 186 153 140  | 90 Th 175 143 136 | 91 Pa 169 138 129 | 92 U 170 134 118 | 93 Np 171 136 116 | 94 Pu 172 135 | 95 Am 166 135 | 96 Cm 166 136      | 97 Bk 166 139      | 98 Cf 168 140     | 99 Es 165 140     | 100 Fm 167        | 101 Md 173 139    | 102 No 176 159    | 103 Lr 161 141    |  |  |